# Донгда

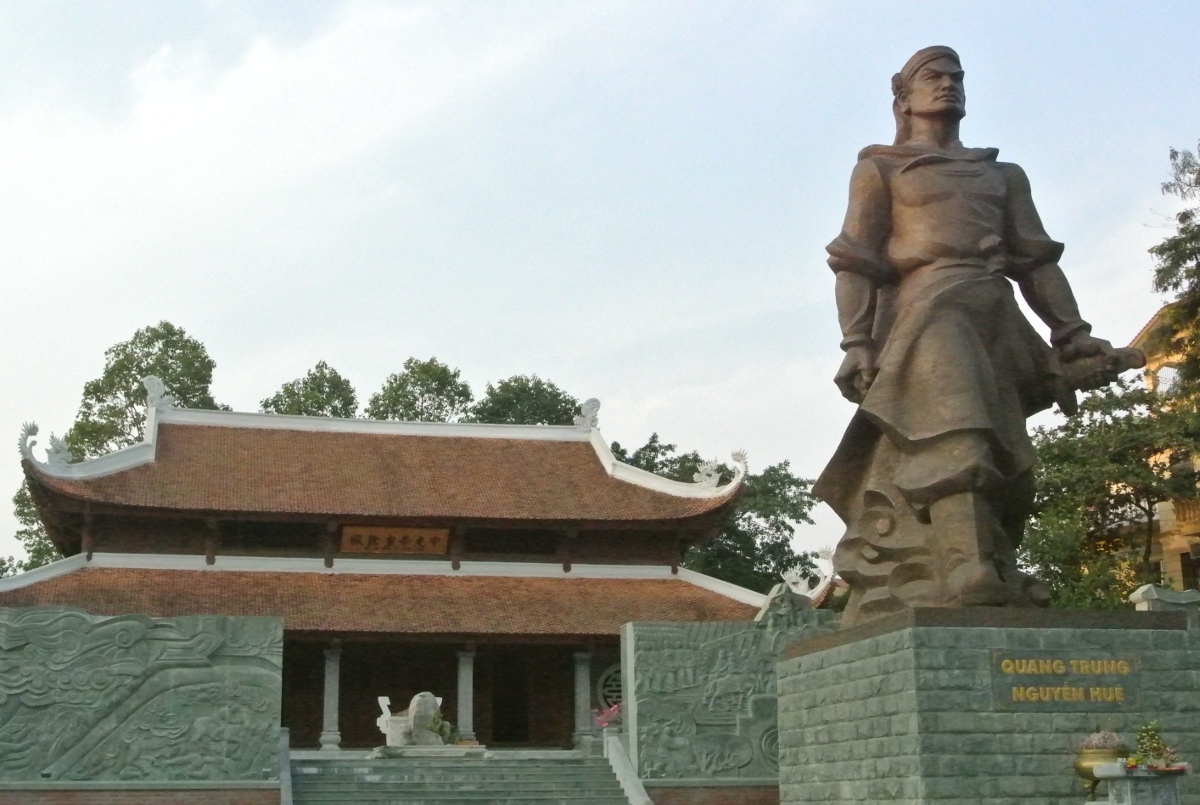
Памятник Нгуен Хюэ на холме Донгда

Донгда (Đống Đa, в переводе с вьетнамского — «много баньянов») — один из двенадцати городских районов (quận), входящих в состав Ханоя, и один из четырёх районов, составляющих исторический центр города (наряду с Бадинь, Хайбачынг и Хоанкьем). Площадь — 10 кв. км, население — 367 тыс. человек. В районе расположено много медицинских, учебных и государственных учреждений, в том числе крупнейшие больницы и университеты, а также Казначейство Вьетнама.

## География
Район Донгда расположен в центре Ханоя. На севере он граничит с районом Бадинь, на северо-востоке — с районом Хоанкьем, на юго-востоке — с районом Хайбачынг, на юге — с районом Тханьсуан, на западе — с районом Каузяй (границей служит река Толить).
В парке Донгда расположен одноимённый холм — исторический курган (тумулус). На этом месте в 1789 году войска династии Тайшон разбили цинскую армию. После битвы император Нгуен Хюэ приказал захоронить тела погибших китайцев, в результате чего появилось несколько курганов-насыпей. Позже они заросли баньянами, что и породило название района.
Во время французского правления ряд курганов был уничтожен, уцелел лишь нынешний холм Донгда, вокруг которого в 1989 году в честь 200-летия битвы был разбит парк Донгда. Возле холма расположены ворота несуществующего ныне святилища, памятник Нгуен Хюэ, два рельефа и музей. Ежегодно в честь победы над армией Циней на холме проводится массовый праздник.
Вокруг озера Донгда действует зона отдыха и развлечений, включающая прогулочный сквер, ресторан, бассейн и спортивные площадки. Многие старые каналы района завалены мусором, что приводит к наводнениям и загрязняет окружающую среду.

## Административное деление
В настоящее время в состав района Донгда входит 21 квартал (phường) — Катлинь (вьет. Cát Linh), Хангбот (вьет. Hàng Bột), Кхамтхьен (вьет. Khâm Thiên), Кхыонгтхыонг (вьет. Khương Thượng), Кимльен (вьет. Kim Liên), Лангха (вьет. Láng Hạ), Лангтхыонг (вьет. Láng Thượng), Намдонг (вьет. Nam Đồng), Нгатышо (вьет. Ngã Tư Sở), Отёзыа (вьет. Ô Chợ Dừa), Фыонгльен (вьет. Phương Liên), Фыонгмай (вьет. Phương Mai), Куангчунг (вьет. Quang Trung), Куоктызям (вьет. Quốc Tử Giám), Тхинькуанг (вьет. Thịnh Quang), Тхокуан (вьет. Thổ Quan), Чунгльет (вьет. Trung Liệt), Чунгфунг (вьет. Trung Phụng), Чунгты (вьет. Trung Tự), Вантьыонг (вьет. Văn Chương) и Ванмьеу (вьет. Văn Miếu).

## Экономика
В районе расположены штаб-квартиры Vietnam Posts and Telecommunications Group, Vinacomin, Vietnam Steel Corporation, Vinaconex, Vietnam Development Bank, Hanoi Radio Television, Thăng Long Construction и других компаний, офисы British Airways, Emirates и Jetstar Pacific Airlines, несколько крупных отелей (Pullman Hanoi, Icon4, Bao Son, Hanoi Larosa, Cosiana).
В розничной торговле доминируют уличные рынки, в том числе Тхайха (вьет. Thái Hà), Намдонг (вьет. Nam Đồng), Кимльен (вьет. Kim Liên), Виньхо (вьет. Vĩnh Hồ), Хоангтитьчи (вьет. Hoàng Tích Trí) и Нгатышо (вьет. Ngã Tư Sở), но их постепенно вытесняют торговые центры (Parkson, Pico Mall, Vincom Center) и сетевые супермаркеты (Mediamart, Fivimart и Eximart).

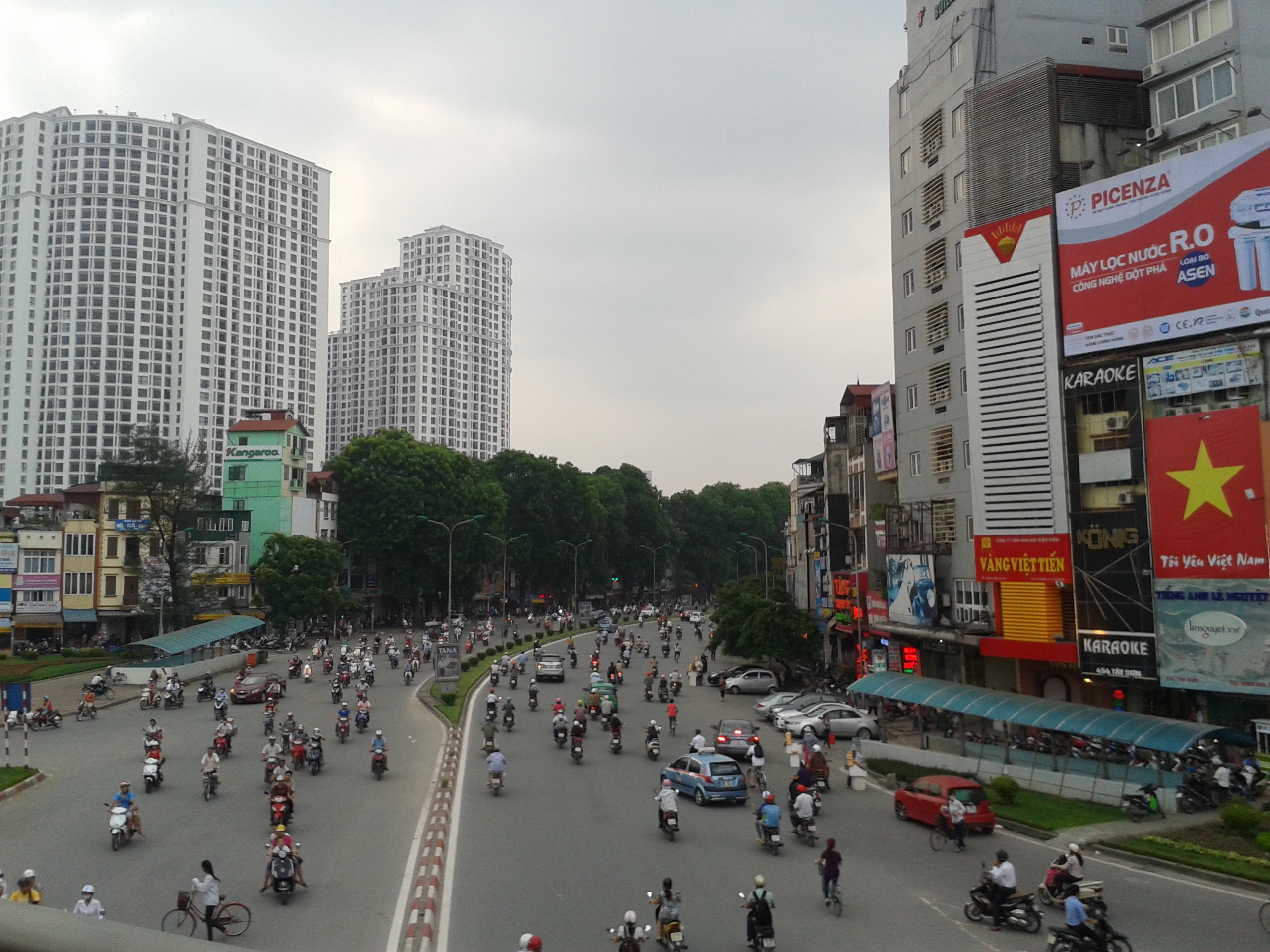
Улица Ланг
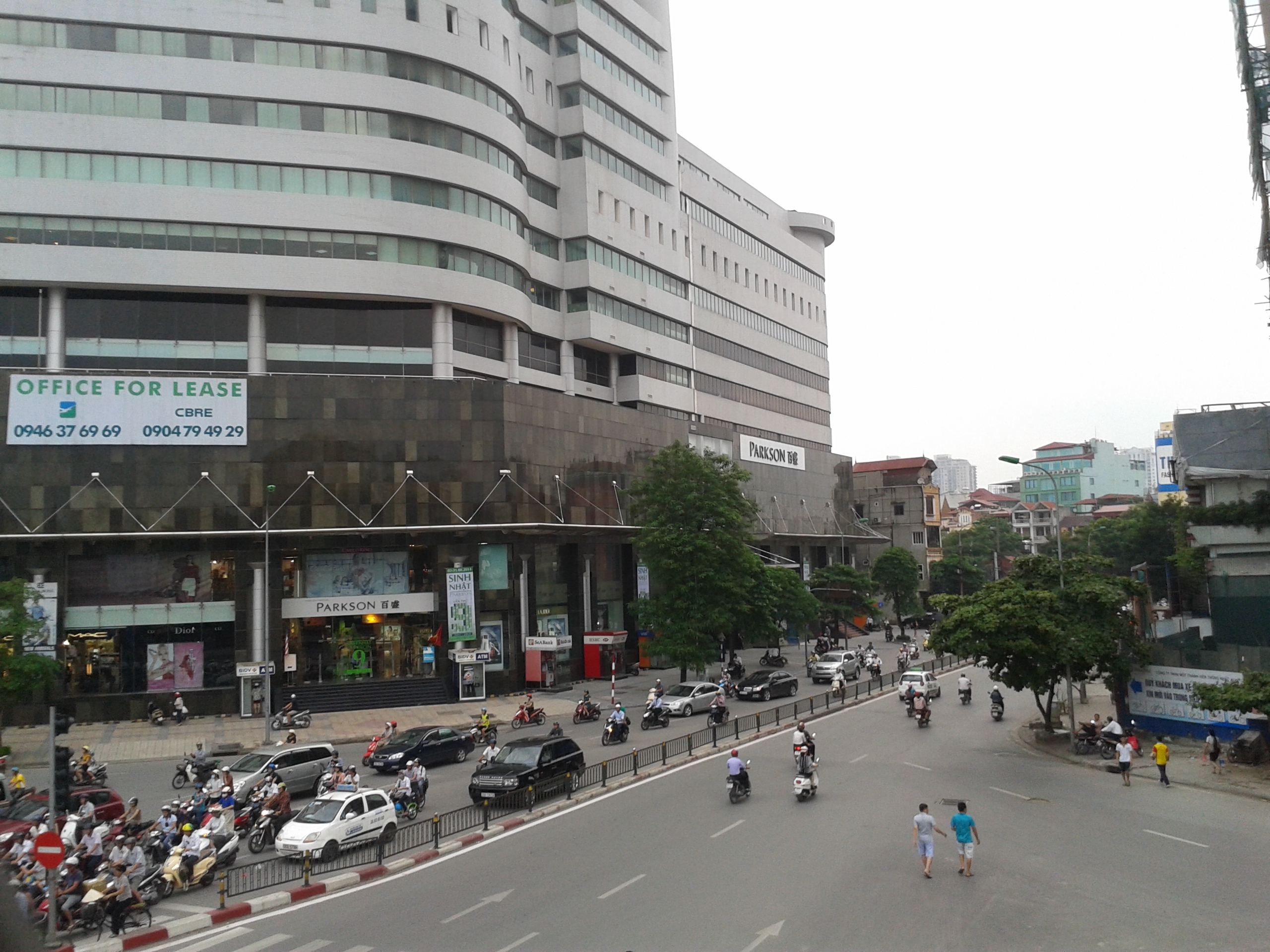
Улица Тхайха
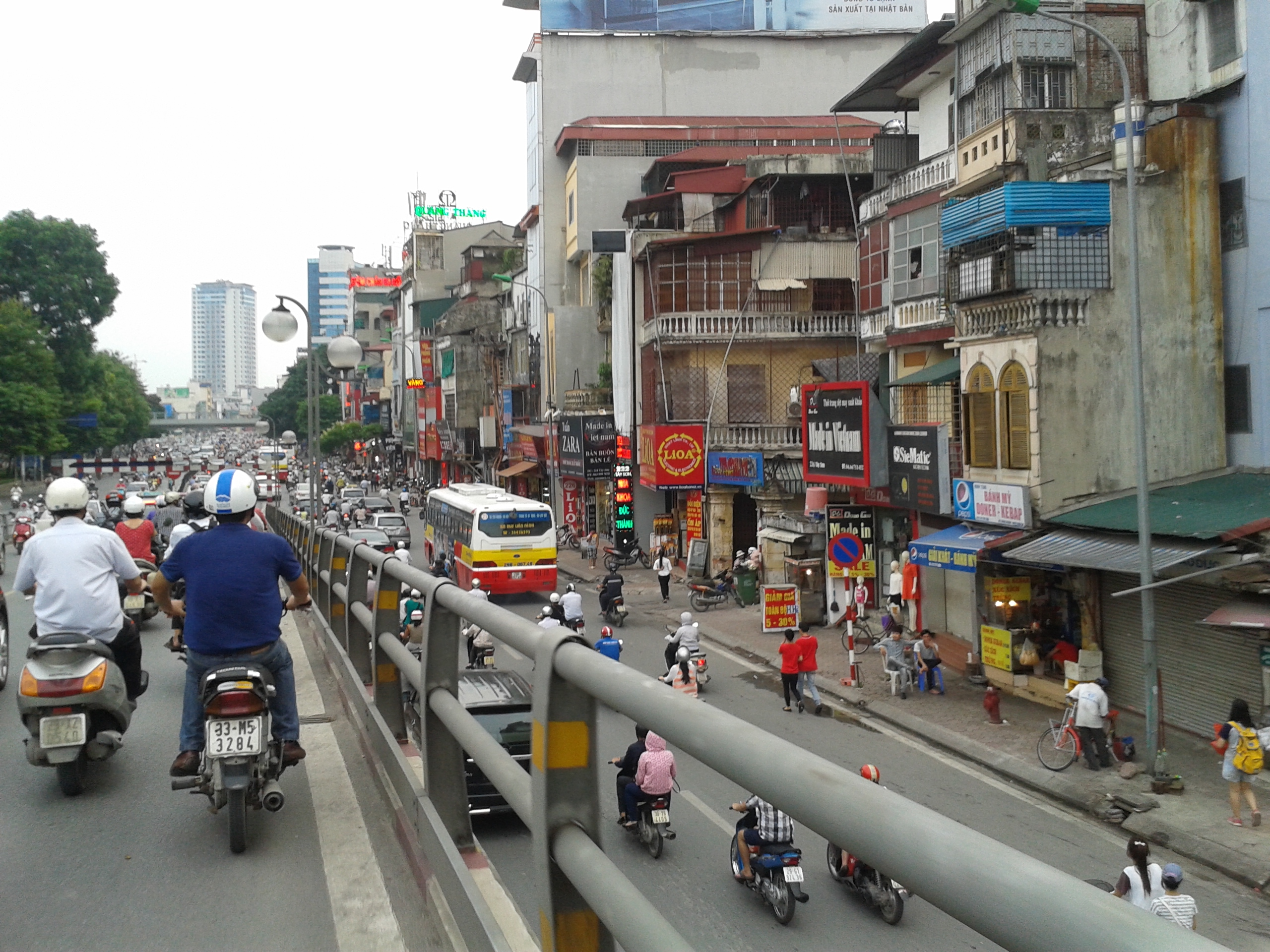
Улица Тэйшон
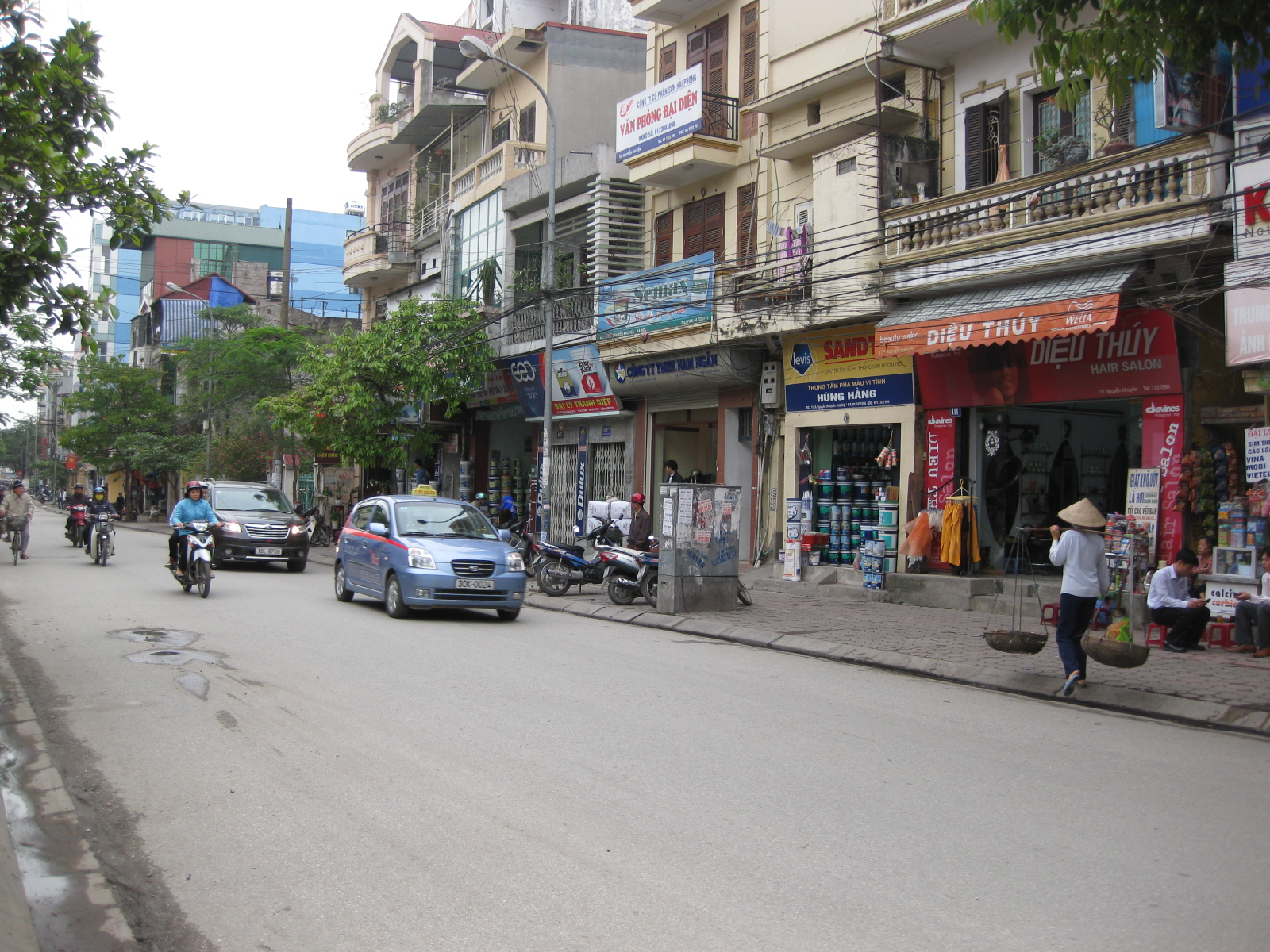
Улица Нгуенкхюен
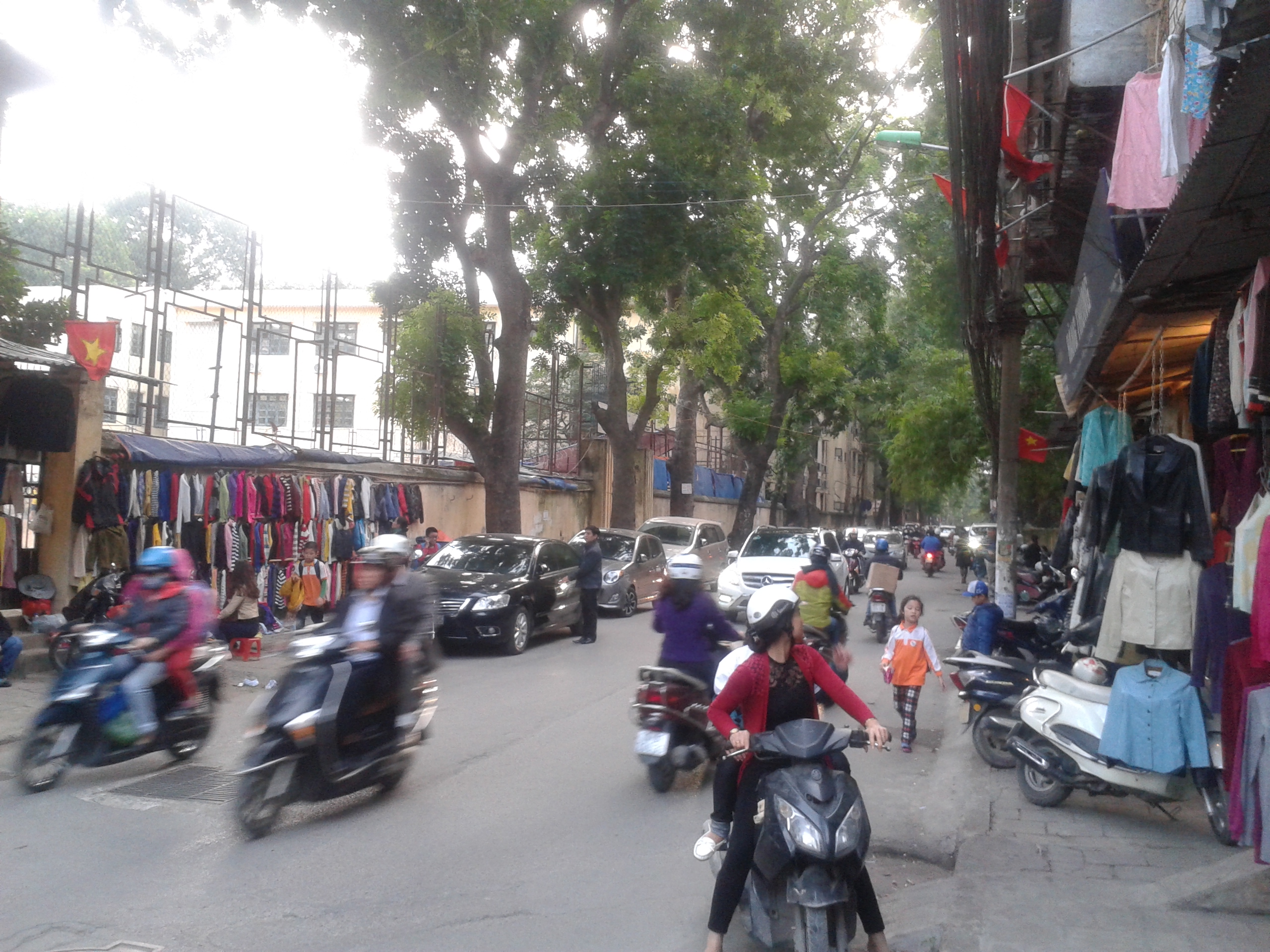
Улица Хоангтитьчи
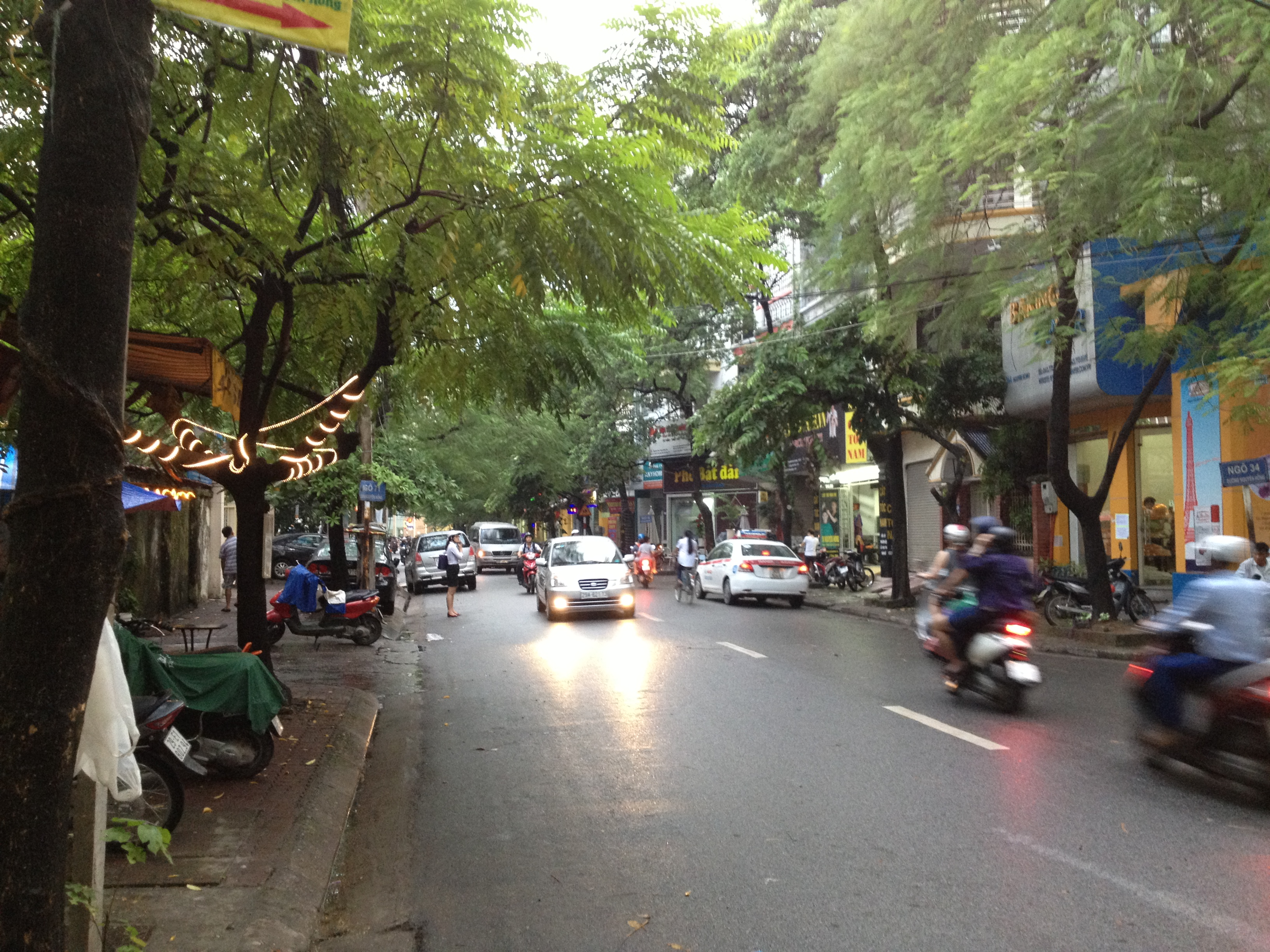
Улица Нгуенхонг

Улица Хоангкау (вьет. Hoàng Cầu) известна как квартал сборщиков и сортировщиков бытового мусора (бумаги, картона, пластика, ветоши, металлов, древесины, стеклянной тары, старых бытовых электроприборов и велосипедов).

## Транспорт

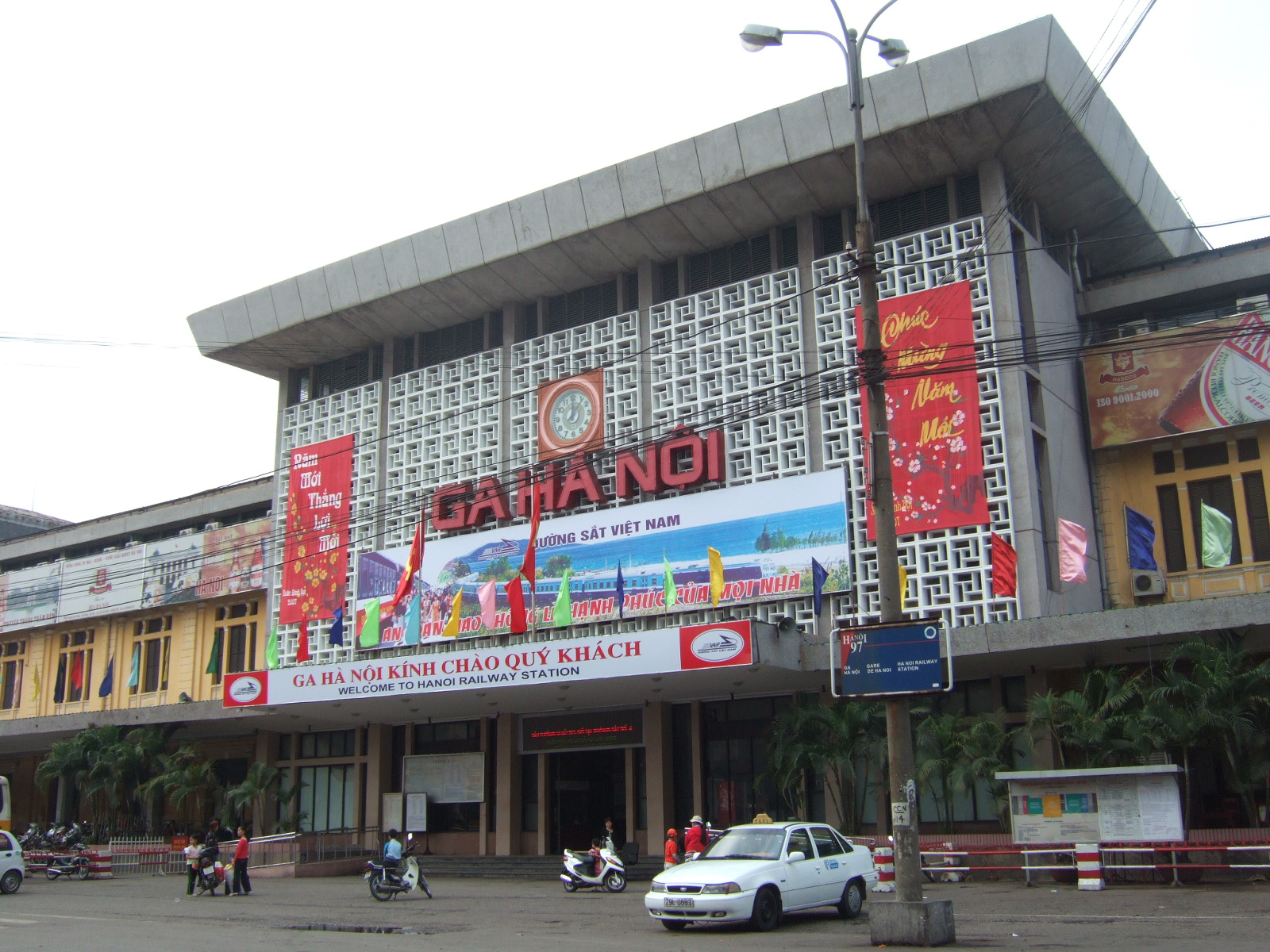
Ханойский вокзал

По территории района Донгда проходят национальное шоссе № 6, национальное шоссе № 32, скоростная автомагистраль «Дайло Тханглонг» и железная дорога, соединяющая центр Ханоя с Центральным Вьетнамом и Хошимином. Другими оживлёнными магистралями района являются улицы Тэйшон (вьет. Tây Sơn), Нгуенлыонгбанг (вьет. Nguyễn Lương Bằng), Тондыктханг (вьет. Tôn Đức Thắng), Лезуан (вьет. Lê Duẩn), Зяйфонг (вьет. Giải Phóng), Нгуентхайхок (вьет. Nguyễn Thái Học), Зянгво (вьет. Giảng Võ), Садан (вьет. Xã Đàn), Чыонгтинь (вьет. Trường Chinh), Ланг (вьет. Láng) и Нгуентитхань (вьет. Nguyễn Chí Thanh).
В северо-восточной части района расположен главный Ханойский вокзал. Отсюда отправляются поезда, следующие в Хошимин (поезда в Китай и Хайфон отправляются со станции Зялам). Вокзал был построен в 1902 году, в 1972 году он был разрушен во время Вьетнамской войны. В 1976 году центральный зал был восстановлен в современном стиле, при этом сохранились уцелевшие во время бомбардировки исторические крылья. У здания вокзала на улице Лезуан имеется большая стоянка автобусов и такси.
Общественный транспорт представлен разветвлённой сетью автобусных маршрутов. Ведётся строительство Ханойского метро (система наземных электропоездов), которое пройдёт через Донгда. Многие дороги находятся в плохом состоянии и нуждаются в капитальном ремонте покрытия.

## Культура

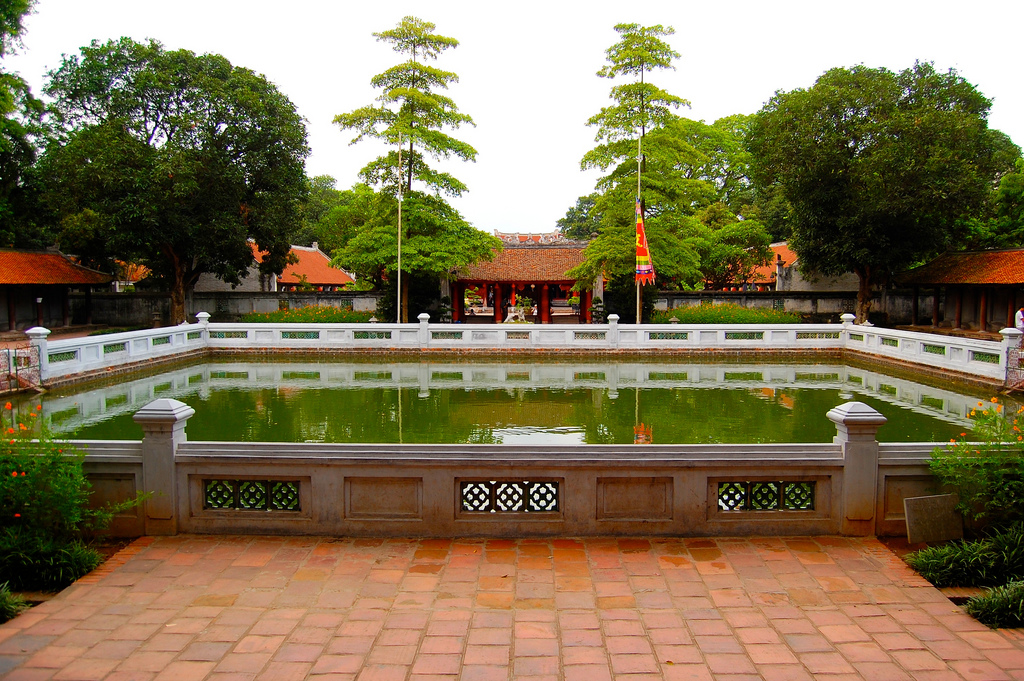
Храм Литературы

В районе Донгда расположен дворцово-парковый комплекс, известный как Храм Литературы (вьет. Văn Miếu - Quốc Tử Giám). Он объединяет в единый ансамбль несколько пагод и замкнутых дворов, обнесённых стенами с красочными воротами. В храме имеются алтарь Конфуция, Дом церемоний, несколько святилищ, колокольня, пагода с гигантским барабаном, а также многочисленные сады с беседками, павильонами, стелами, статуями, фонтанами и искусственными водоёмами (в том числе «Источник небесной ясности»).
Конфуцианский храм Литературы был основан в 1070 году Ли Тхань-тонгом южнее императорского дворца. В 1076 году на территории храма был учреждён первый вьетнамский университет для обучения сыновей мандаринов. Он действовал до 1779 года и готовил чиновников, юристов и врачей. В 1802 году династия Нгуен перенесла столицу в Хюэ, а ханойская академия превратилась в обычную уездную школу. В 1906 году французы объявили комплекс историческим памятником, в 1920 и 1947 годах Французский институт Дальнего Востока проводил здесь масштабные реставрационные работы. В 2010 году стелы храма были признаны ЮНЕСКО мировым документационным наследием.

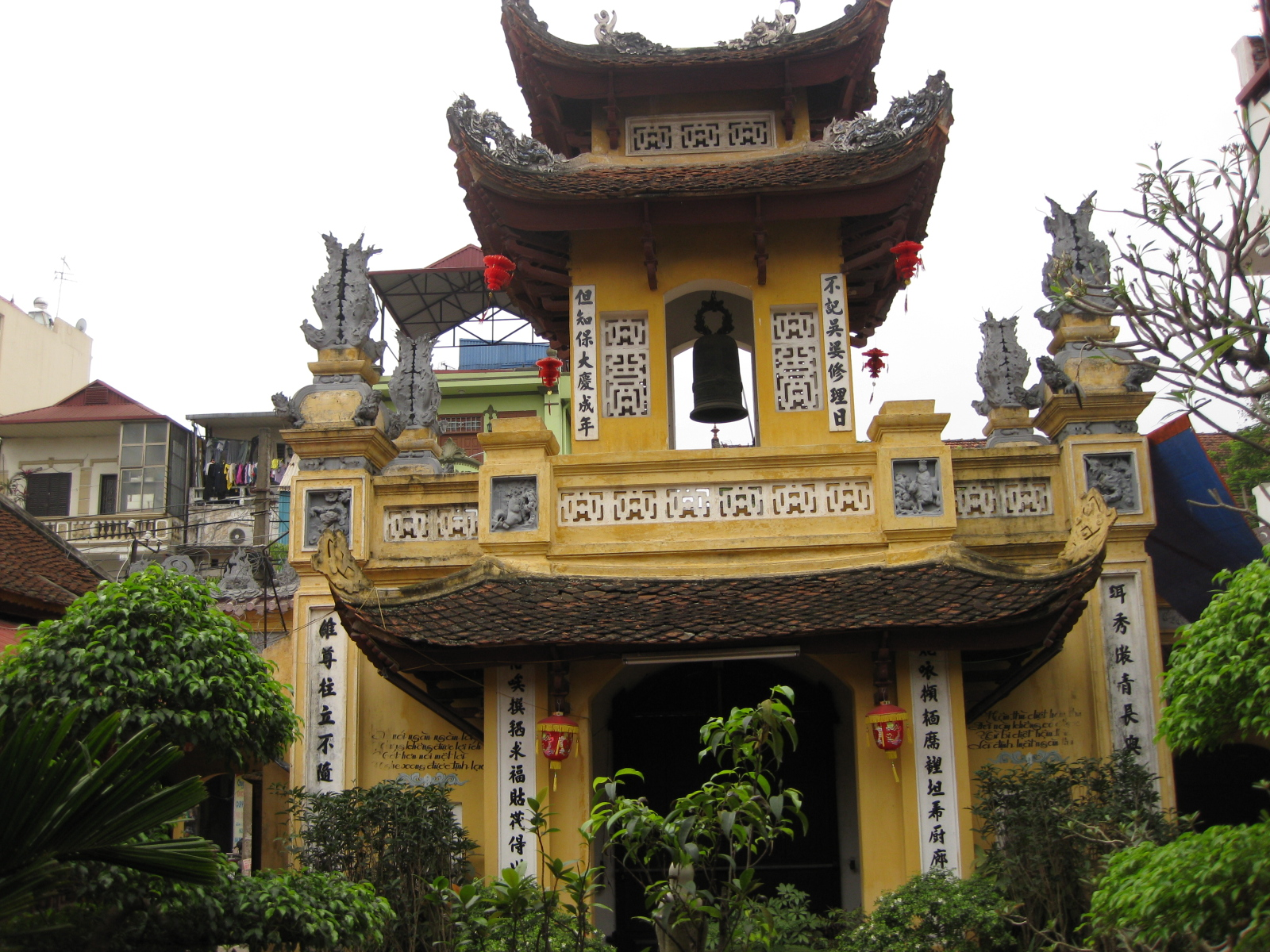
Храм Банго

Также в районе расположены Вьетнамский национальный центр кино, отделение Вьетнамского музея изобразительных искусств, буддийский храм Ланг (известен как «Пагода дам»), основанный в XII веке, храм Банго (вьет. Bà Ngô), также основанный в XII веке, храм Бок (вьет. Bộc) конца XVIII века, святилище Кимльен (вьет. Kim Liên), храмы Фуккхань (вьет. Phúc Khánh), Нен (вьет. Nền), Тханьнян (вьет. Thanh Nhàn), Намдонг (вьет. Nam Đồng), Битькау (вьет. Bich Cau), Фозяк (вьет. Phổ Giác), Денлыонгшы (вьет. Đền Lương Sử), Линькуанг (вьет. Linh Quang), Линьынг (вьет. Linh Ứng), Фунгтхань (вьет. Phụng Thánh), Микуанг (вьет. Mỹ Quang).
Многие древние храмы и святилища, например, пагода Донгкуанг (вьет. Đồng Quang), находятся в окружении плотной застройки старых кварталов Донгда. Власти постепенно отселяют жителей ветхих домов и реставрируют исторические строения, но процесс тормозится отсутствием должного финансирования и свободных земель для переселенцев. Кроме жилых домов вплотную к историческим строениям примыкают (а нередко и занимают культовые строения) детские сады, школы и офисы народных комитетов.

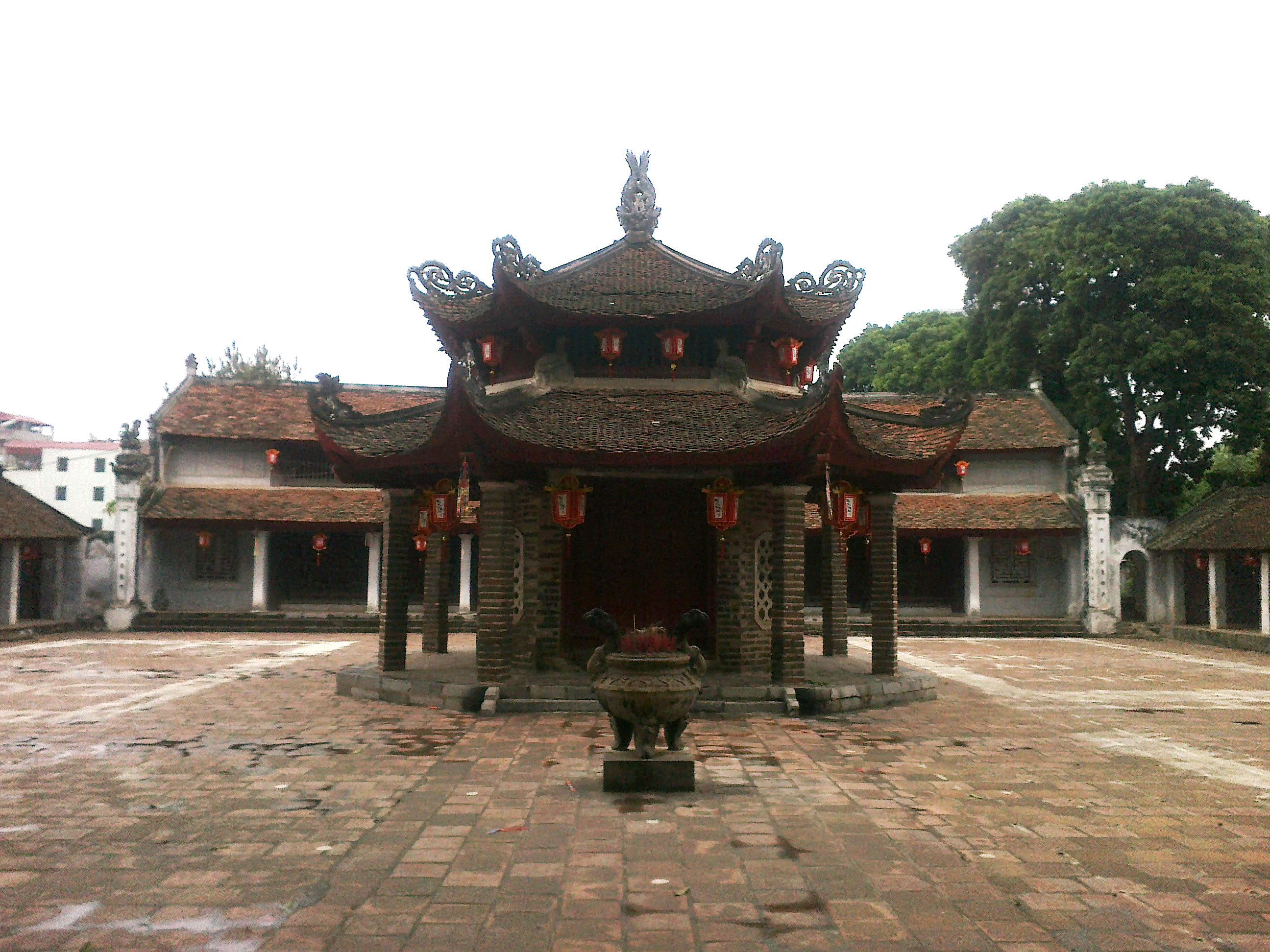
Храм Ланг

В общественном доме на улице Зянгво проходит храмовый праздник, посвящённый королеве Ба Тюа Кхо (вьет. Bà Chúa Kho); сопровождается церемонией поклонения представителей 13 окрестных посёлков, игрой в шахматы, ловлей уток, кукольным представлением и выступлением кукольного театра на воде.
На холме Донгда проводится одноимённый праздник, посвящённый императору Нгуен Хюэ и его победе в битве против китайцев (сопровождается танцем «дракона Тханлонга», постановочной битвой, торжественной процессией от холма до Ханойской цитадели, выступлениями барабанщиков, спортсменов и театральных коллективов, подношениями ладана и молитвами).

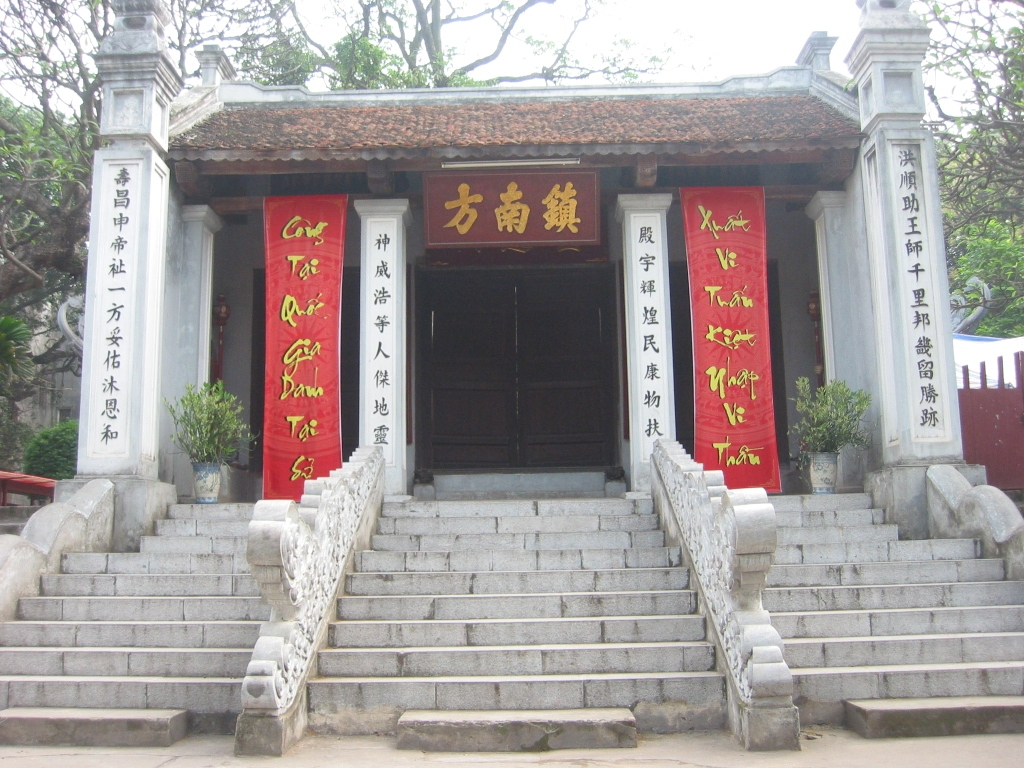
Ворота святилища Кимльен

В квартале Лангтхыонг проходит праздник пагоды Ланг, посвящённый монаху и учителю дзэн-буддизма Ты Дао Ханю (вьет. Từ Đạo Hạnh); фестиваль сопровождается процессией паланкинов от пагоды до берега реки Толить). В театрах при общественных домах кварталов регулярно проводятся различные культурные мероприятия, в том числе выступления музыкального театра тео (вид классической вьетнамской оперы). Также в районе проходят различные музыкальные, певческие и танцевальные фестивали.

## Наука и образование

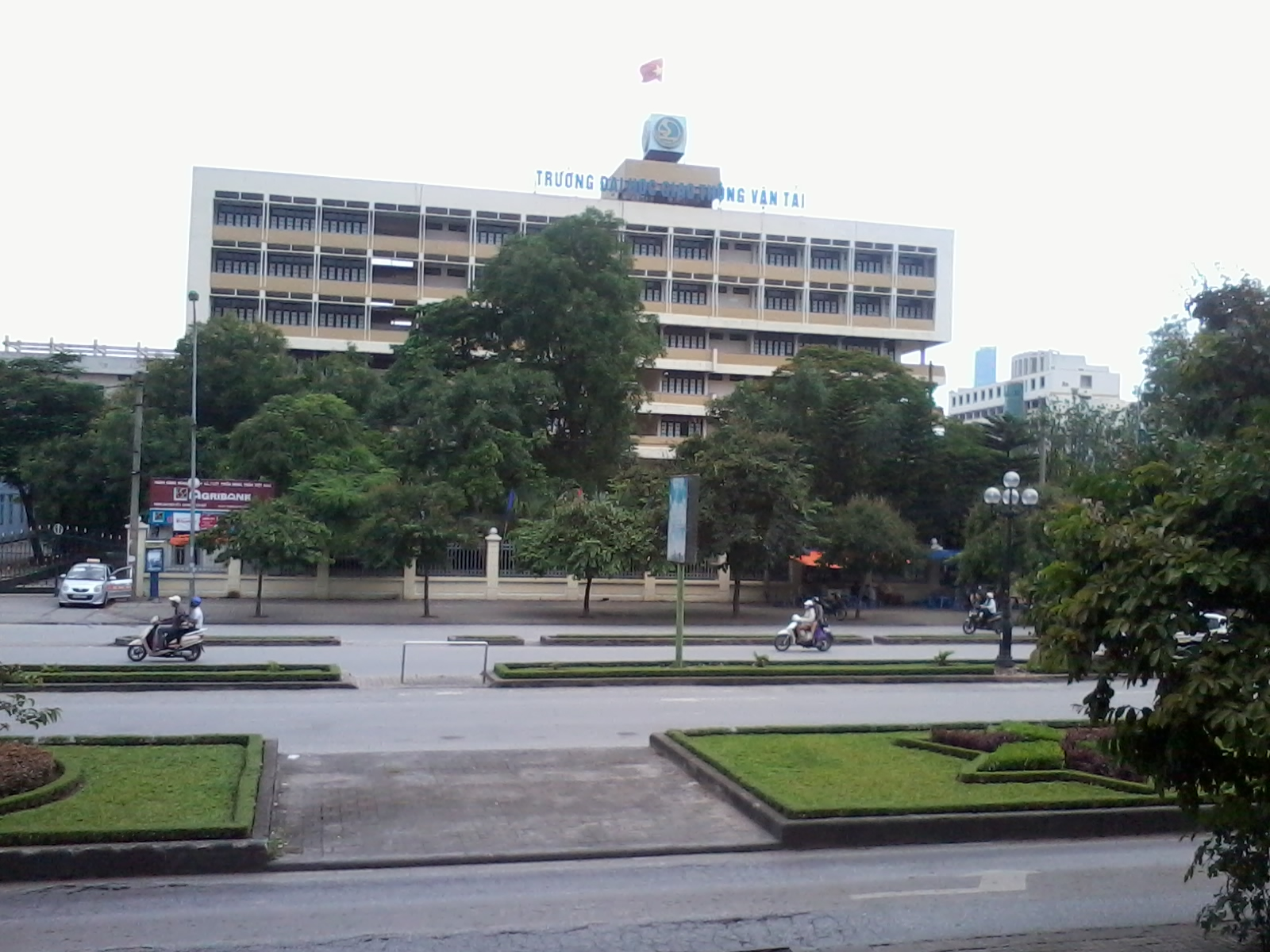
Университет транспорта и коммуникаций

В районе базируются Вьетнамская дипломатическая академия, Вьетнамская банковская академия, Университет внешней торговли, Университет Тхюилой (Вьетнамский университет водных ресурсов), Ханойский медицинский университет, Ханойский юридический университет, Ханойский университет культуры.
Также в Донгда находятся Профсоюзный университет, Университет транспорта и коммуникаций Вьетнама, Университет промышленного изобразительного искусства, Военный университет культуры и искусств, Вьетнамская национальная академия музыки (бывшая Ханойская консерватория), множество частных колледжей и языковых школ.

## Здравоохранение
В Донгда расположены больница Батьмай (вьет. Bạch Mai) — одна из крупнейших больниц страны, основанная французами в 1911 году, крупный образовательный и научный медицинский центр; больница Ханойского медицинского университета, Национальная педиатрическая больница, больница Зяотхонг (вьет. Giao Thông; Ханойская транспортная больница) и главная больница района Донгда.

## Спорт
В районе расположены стадион «Хангдай» (вьет. Hàng Đẫy) на 22,5 тыс. зрителей, на котором играет футбольный клуб «Ханой» (вьет. Hà Nội FC), и спорткомплекс «Чиньхоайдык» (вьет. Trịnh Hoài Đức).